# Paragynoxys regis
Paragynoxys regis là một loài thực vật có hoa thuộc họ Asteraceae.
Loài này chỉ có ở Ecuador.
Môi trường sống tự nhiên của chúng là rừng Andes trên cao (2.500–3.500 m)
Chúng hiện đang bị đe dọa vì mất môi trường sống.